# Abbaye de Saint-Sauveur
Pour les articles homonymes, voir Abbaye Saint-Sauveur.
L'abbaye de Saint-Sauveur est à partir de 1010 une abbaye de moines bénédictins, puis après 1188 un chapitre régulier de chanoines augustins. Ces deux institutions successives sont soumises à l'évêque de Toul sur la commune actuelle de Saint-Sauveur (Meurthe-et-Moselle). L'abbaye disparaît à la fin du XVIe siècle. 

## Délocalisation de l'abbaye de Bonmoutier
Berthold, 36e évêque de Toul, crée de toutes pièces cette abbaye bénédictine en déplaçant en 1010 le monastère d'hommes « de Bonmoutier » sur une colline voisine, « à trois quarts de lieu de Bodonis Monastérium » ; l'abbaye de Saint-Sauveur prend ainsi la place du monastère de Bonmoutier qui tombe en ruine. En même temps, Berthold installe des clercs à Domèvre-sur-Vezouze.
En principe, les biens de Bonmoutier aurait dû être repris par le monastère. Il semble que ce soit le cas au début, mais en 1138 le vaste patrimoine forestier du Donon échoit à Agnès de Langenstein, héritière du châtelain de Pierre-Percée. D'autre part, ses héritiers de la maison de Salm, qui sont chargés de la protection de l'abbaye avec le titre d'advocatus ou avoué, accaparent une grande partie des biens de ladite abbaye de Saint-Sauveur, à l'instar de celle de Senones. C'est pourquoi Badonviller se retrouve capitale du comté de Salm au XIIIe siècle. De même, Raon-les-Leaux, Cirey, Pierre-Percée passent essentiellement sous le contrôle de la maison de Salm.

## Abbaye de chanoines
À la fin du XIIe siècle, l'évêque de Toul, qui constate une déchéance de la vie régulière, remplace les moines bénédictins par des chanoines de Saint-Augustin. Cette mutation est attestée dans une charte de 1188.

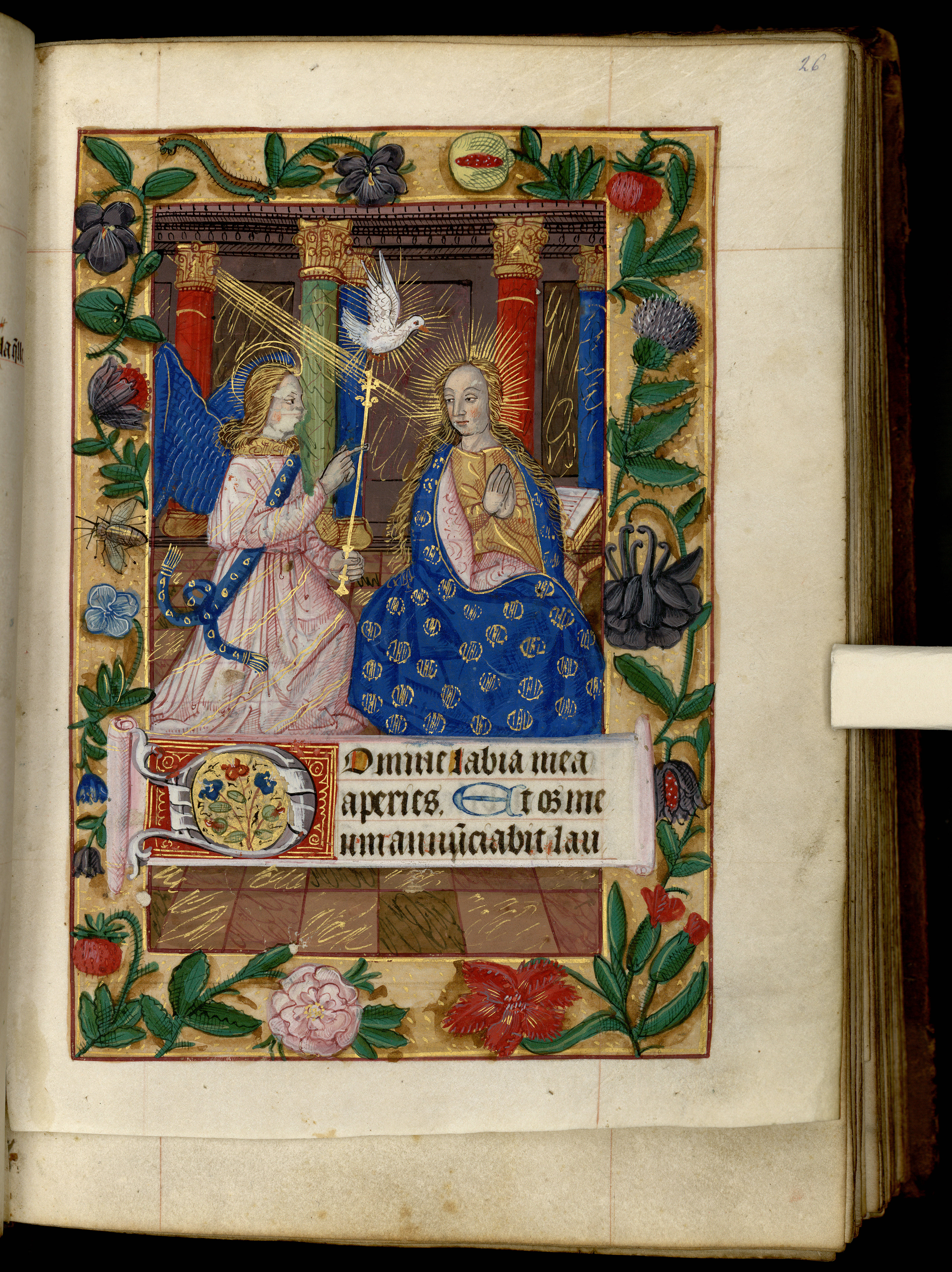
Manuscrit sur parchemin. Provenance : Didier Petitpain boucher et bourgeois de Bayon ?, puis Chanoines de Domèvre, (Bonmoutier-Saint-Sauveur), 1722 conservé à la B.M. de Nancy.

L'abbaye est pillée en 1525, pendant les troubles de la guerre des Paysans. Elle est détruite en 1568 par les reîtres allemands engagés dans les guerres de religion. Ruinée, trop isolée et ainsi livrée aux malheurs du temps, elle est transférée en 1570 sur les terres qu'elle possédait plus à l'ouest à Domèvre-sur-Vezouze. L'abbaye rejoint la congrégation de Notre-Sauveur sous l'influence de Pierre Fourier au début du XVIIe siècle ; seul le chœur médiéval de l'abbatiale échappe aux démolitions des XVIIIe et XIXe siècles.

### Sources
- Histoire de l'abbaye de Saint-Sauveur et de Domèvre 1040-1789 par l'abbé Chatton[2].
- CORNIBE, Roger. "Val-et-Châtillon, l'Histoire" (le 30 mars 2008).
- L'abbaye de Saint-Sauveur-en-Vosges : mille ans d'histoire, C. Andriot et C. Guyon, dir. Annales de l'Est, numéro spécial 2010.